# アルテミラ製缶
アルテミラ製缶株式会社（アルテミラせいかん）は、東京都文京区に本社を置く、日本のアルミニウム製品製造会社である。

## 沿革
三菱マテリアルと北海製罐（同日ホッカンホールディングスに商号変更）の飲料用アルミ缶事業部門を統合して2005年10月に「ユニバーサル製缶」として設立された。設立の際の出資比率は三菱マテリアル80%、北海製罐20%。
三菱マテリアルのアルミ事業再編を受けて、2022年3月に米国に拠点を置くアポロ・グローバル・マネジメントの傘下に入った。アポロ・グローバル・マネジメントは先行して昭和電工からアルミ事業の売却を受けており、アルテミラグループとしての一体的な運営に先駆けて2022年7月に「アルテミラ製缶」に社名変更した。

### 年表
- 2005年10月1日 - 三菱マテリアルと北海製罐のアルミ缶事業部門を統合してユニバーサル製缶株式会社として設立される[3]。
- 2009年10月1日 - 群馬工場（エンド部門）を北海製罐に譲渡。
- 2021年11月25日 - 三菱マテリアルおよびホッカンホールディングスが保有するユニバーサル製缶の全株式をアポロ・グローバル・マネジメントの関連会社が投資助言するファンドによって設立された「アルファ・ジャパン・ホールディングス株式会社」が保有する昭和アルミニウム缶に譲渡することを発表[6][7]。
- 2022年3月31日 - 株式譲渡を実行。
- 2022年7月1日 - 昭和アルミニウム缶をアルテミラ株式会社に、ユニバーサル製缶株式会社をアルテミラ製缶株式会社にそれぞれ社名変更。また、同時にアルテミラ株式会社の親会社アルファ・ジャパン・ホールディングス株式会社は、「アルテミラ・ホールディングス株式会社」に社名変更[5][8]。

## 支店・事業所
- 大阪支店（大阪市北区）
- 結城工場（茨城県結城市）
- 群馬工場（群馬県館林市）
- 富士小山工場・技術開発部門（静岡県駿東郡小山町）
- 岐阜工場（岐阜県美濃加茂市）
- 滋賀工場（滋賀県犬上郡甲良町）
- 岡山工場（岡山市東区）

## 関連会社

### 親会社
- アルテミラ・ホールディングス株式会社

### グループ会社
- アルテミラ株式会社
- 堺アルミ株式会社
- MAアルミニウム株式会社
- Hanacans Joint Stock Company（ベトナム）

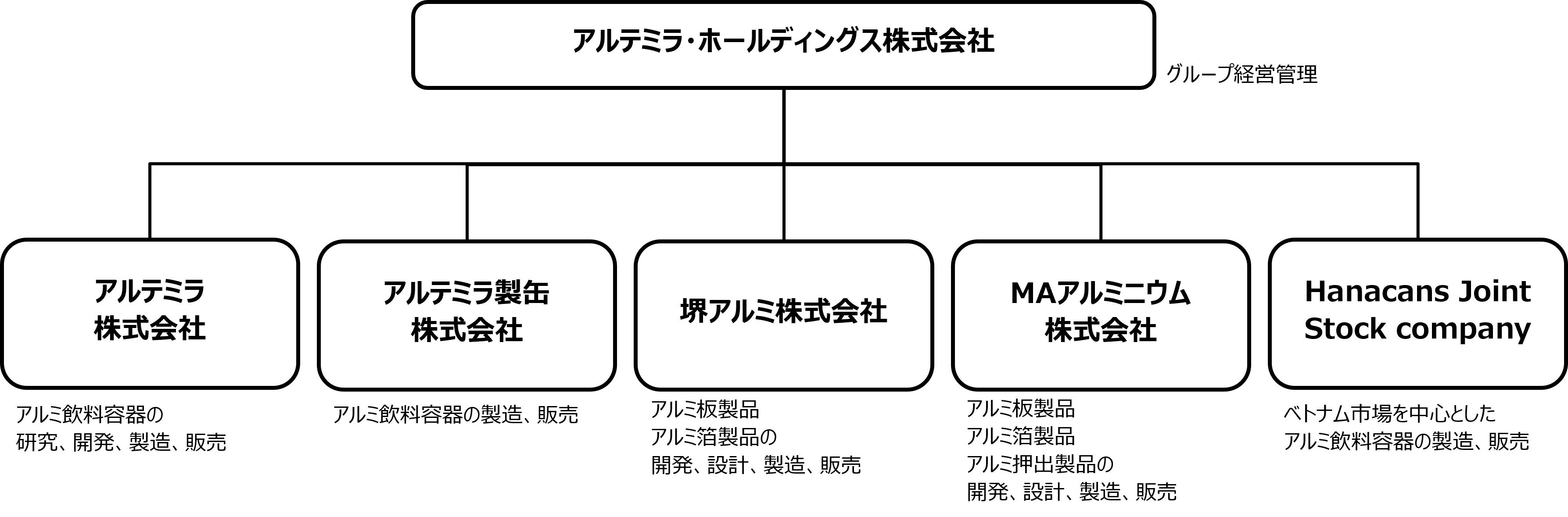
アルテミラグループの体制図